# Clifton Powell
Clifton Powell (Washington, D.C., 16 de março de 1956) é um ator e comediante estadunidense.
Powell nasceu em Harlem, Nova Iorque. Ele é mais conhecido pelo seu papel como Pinky em 2000. Ele também é conhecido por fornecer a voz do personagem, Big Smoke em 2004 do jogo Grand Theft Auto: San Andreas.

## Fimografia
- House Party (1990)
- Deep Cover (1992)
- Menace II Society (1993)
- Dead Presidents (1995)
- Deep Rising (1998)
- Caught Up (1998)
- Why Do Fools Fall in Love (1998)
- Rush Hour (1998)
- Foolish (1999)
- Next Friday (1999)
- Lockdown (2000)
- Bones (2000)
- The Brothers (2001)
- Banged Out (2002)
- Friday After Next (2002)
- Civil Brand  (2002)
- Love Chronicles (2003)
- Never Die Alone (2004)
- Woman Thou Art Loosed (2004)
- Grand Theft Auto: San Andreas (voz) (2004)
- Ray (2004)
- Who Made The Potato Salad {2004}
- The Gospel (2005)
- House MD (2005)
- Norbit (2007)
- First Sunday (2008)
- Street Kings (2008)
- Preacher's Kid (2010)[1]

### Televisão
- Saints & Sinners (2016)